# Atletisme als Jocs Olímpics d'Estiu de 1928 - 5.000 metres masculins
Els 5.000 metres masculins va ser una de les proves del programa d'atletisme disputades durant els Jocs Olímpics d'Amsterdam de 1928. La prova es va disputar entre el 31 de juliol i el 3 d'agost de 1928 i hi van prendre part 38 atletes de 18 nacions diferents.

## Medallistes
| Or                 | Plata             | Bronze           |
| Ville Ritola (FIN) | Paavo Nurmi (FIN) | Edvin Wide (SWE) |

## Rècords
Aquests eren els rècords del món i olímpic que hi havia abans de la celebració dels Jocs Olímpics de 1928.
| Rècord del Món | 14' 28.2" | Paavo Nurmi | Hèlsinki (FIN) | 19 de juny de 1924   |
| Rècord Olímpic | 14' 31.2" | Paavo Nurmi | París (FRA)    | 10 de juliol de 1924 |

## Calendari
| Data                          | Horari | Ronda      |
| ----------------------------- | ------ | ---------- |
| dimarts, 31 de juliol de 1928 | 17:10  | Semifinals |
| divendres, 3 d'agost de 1928  | 14:30  | Final      |

## Resultats

### Semifinals
Els tres millors de cada semifinal passaren a la final.

#### Semifinal 1
| Pos. | Atleta               | Nació          | Temps   | Notes |
| ---- | -------------------- | -------------- | ------- | ----- |
| 1    | Leo Lermond          | Estats Units   | 15:02.6 | Q     |
| 2    | Staņislavs Petkēvičs | Letònia        | 15:03.0 | Q     |
| 3    | Eino Purje           | Finlàndia      | 15:03.6 | Q     |
| 4    | Ragnar Magnusson     | Suècia         | 15:03.8 | Q     |
| 5    | Wally Beavers        | Regne Unit     |         |       |
| 6    | Carl Petersen        | Dinamarca      | 15:13.0 |       |
| 7    | Frederick Light      | Regne Unit     |         |       |
| 8    | Lucien Duquesne      | França         |         |       |
| 9    | Seghir Beddari       | França         |         |       |
| —    | Ciro Chapa           | Mèxic          | DNF     |       |
| —    | Charles Haworth      | Estats Units   | DNF     |       |
| —    | Karel Nedobitý       | Txecoslovàquia | DNF     |       |
| —    | Billy Kibblewhite    | Canadà         | DNF     |       |
| —    | Nol Wolf             | Països Baixos  | DNF     |       |
| —    | Julien Serwy         | Bèlgica        | DNF     |       |

#### Semifinal 2
| Pos. | Atleta           | Nació          | Temps   | Notes |
| ---- | ---------------- | -------------- | ------- | ----- |
| 1    | Nils Eklöf       | Suècia         | 15:07.4 | Q     |
| 2    | Ville Ritola     | Finlàndia      | 15:10.8 | Q     |
| 3    | Armas Kinnunen   | Finlàndia      | 15:10.8 | Q     |
| 4    | Brian Oddie      | Regne Unit     | 15:16.0 | Q     |
| 5    | Jesús Oyarbide   | Espanya        | 15:22.0 |       |
| 6    | Roger Pelé       | França         |         |       |
| 7    | Willi Boltze     | Alemanya       | 15:33.0 |       |
| 8    | Jozef Koščak     | Txecoslovàquia | 15:42.0 |       |
| 9    | Andreas Paouris  | Grècia         |         |       |
| 10   | Julius Petraitis | Lituània       |         |       |
| 11   | David Abbott     | Estats Units   |         |       |
| —    | Art Keay         | Canadà         | DNF     |       |
| —    | George Hyde      | Austràlia      | DNF     |       |
| —    | Pieter Gerbrands | Països Baixos  | DNF     |       |

#### Semifinal 3
| Pos. | Atleta           | Nació         | Temps   | Notes |
| ---- | ---------------- | ------------- | ------- | ----- |
| 1    | Macauley Smith   | Estats Units  | 15:04.0 | Q     |
| 2    | Edvin Wide       | Suècia        | 15:05.0 | Q     |
| 3    | Herbert Johnston | Regne Unit    | 15:06.3 | Q     |
| 4    | Paavo Nurmi      | Finlàndia     | 15:08.0 | Q     |
| 5    | Otto Kohn        | Alemanya      |         |       |
| 6    | Arie Klaase      | Països Baixos |         |       |
| 7    | Arturo Peña      | Espanya       | 15:45.0 |       |
| 8    | Vincent Callard  | Canadà        |         |       |
| —    | Gurbachan Singh  | Índia         | DNF     |       |

### Final
Els tres mateixos atletes que van pujar al podi quatre anys enrere tornaren a fer-ho. En aquesta ocasió Ritola guanyà l'or i Nurmi la plata. Wide guanyà novament la plata.
| Pos. | Atleta               | Nació        | Temps   |
| ---- | -------------------- | ------------ | ------- |
| 1    | Ville Ritola         | Finlàndia    | 14:38.0 |
| 2    | Paavo Nurmi          | Finlàndia    | 14:40.0 |
| 3    | Edvin Wide           | Suècia       | 14:41.2 |
| 4    | Leo Lermond          | Estats Units | 14:50.0 |
| 5    | Ragnar Magnusson     | Suècia       | 14:59.6 |
| 6    | Armas Kinnunen       | Finlàndia    | 15:02.0 |
| 7    | Staņislavs Petkēvičs | Letònia      |         |
| 8    | Herbert Johnston     | Regne Unit   |         |
| 9    | Brian Oddie          | Regne Unit   |         |
| 10   | Macauley Smith       | Estats Units |         |
| —    | Nils Eklöf           | Suècia       | DNF     |
| —    | Eino Purje           | Finlàndia    | DNF     |